# L- und M-Klasse
Die L- und M-Klasse war eine Klasse von 16 Zerstörern, die von 1937 bis 1939 als letzte im Frieden von der britischen Royal Navy bestellt wurde. Auf dem Entwurf der vorhergehenden J-Klasse basierend, waren neue 120-mm-Kanonen mit einer größeren Rohrlänge und einem schwereren Geschoss vorgesehen, die in einer turmähnlichen Verkleidung der Doppellafetten auch eine größere Rohrerhöhung hatten. Allerdings wurden die neuen Geschütze nicht so schnell gefertigt, wie die Zerstörerrümpfe in der Kriegszeit. Daher wurde entschieden, dass vier Boote mit vier 102-mm-Zwillingsgeschützen als Flugzeugabwehrzerstörer fertiggestellt wurden. Für das zusätzliche Zwillingsgeschütz wurde bei diesen Booten der Heckaufbau verändert, um den erhöht aufgestellten Geschützen ein besseres Schussfeld zu ermöglichen.
Als erstes Boot kam am 19. Dezember 1940 die Legion in Dienst. Erstes Boot mit den neuen 120-mm-Kanonen war die ebenfalls bei Hawthorn Leslie gebaute Lightning, die als viertes Boot am 28. Mai 1941 in Dienst kam. Die anderen Boote folgten bis zum April 1943. Letztes Boot war die Mahratta, deren Fertigstellung bei Scotts sich durch einen Bombentreffer während des Baus wesentlich verzögert hatte. Zehn Boote gingen verloren.
Die Myrmidon der M-Klasse wurde bei der Fertigstellung im November 1942 der Polnischen Marine als ORP Orkan übertragen; sie war einer der zehn Verluste im Zweiten Weltkrieg und wurde sank am 8. Oktober 1943 im Nordatlantik mit 198 Toten.
Pläne in den 50er-Jahren, die vorhandenen Boote umzubauen, wurden nicht verwirklicht. 1957 wurden vier Boote der M-Klasse an die Türkei verkauft.
Dort waren die Boote nach Überholung in Großbritannien von 1959 bis 1971 in Dienst und wurden dann abgebrochen.

## Baugeschichte
Die Bewaffnung der neuen Zerstörer wurde schon bei der Auftragsvergabe heftig diskutiert. Seit dem Spanischen Bürgerkrieg hielt auch die britische Admiralität eine schwere Abwehrbewaffnung gegen Flugzeuge für notwendig, zumal andere Marinen offensichtlich Mehrzweckwaffen mit einer Verwendung sowohl gegen Seeziele wie gegen Luftziele auf ihren Zerstörern installierten.
Ansonsten waren die Boote der L- und M-Klasse eine direkte Weiterentwicklung der vorangegangenen J-/K-Klasse mit fast identischer Rumpfform und -länge und der gleichen Maschinenanlage. Sie hatten einen vorderen Dreibeinmast und einen kurzen Mast kurz hinter der Bootsmitte. Die Brückenkonstruktion hatte eine ähnliche Grundform wie seit der I-Klasse alle im Krieg bestellten Zerstörer. Allerdings hatte sie auf den neuen Booten nicht diese Abschrägung zum Steuerstand wie auf den anderen Booten. Die Höhe der Geschütze erzwang ein nahezu flaches Dach, um dem Steuermann hinreichend Sicht nach vorn zu geben.
Es wurden 1937 und 1939 noch im Frieden je eine Klasse mit einem Flottillenführer und sieben Zerstörern bestellt. Alle Schiffe sollte jeweils drei 120-mm-Zwillings-Kanonen erstmals in voll geschlossenen Geschützständen und acht Torpedorohre erhalten. Wie bei der J-Klasse unterschieden sich die Flottillenführer äußerlich kaum von den anderen Booten der Klasse, da sie nur über mehr Kabinen verfügten und eine bessere Funkausrüstung erhielten.

### Die Bewaffnung
Bestellt wurden die Boote mit sechs 120-mm-Mark XI-Geschützen in neu entwickelten Zwillingslafetten überhöht am Bug und auf einer erhöhten Position am Heck. Das Heckgeschütz hatte bei geringer Rohrerhöhung einen Feuerbereich von 320 Grad, der ab etwa 20° Erhöhung sich auf 360 Grad vergrößerte. Das neue Mark XI-Geschütz war gegenüber den bisherigen 120-mm-Geschützen wesentlich stärker, da es eine 62-Pfund-Granate gegenüber den bisherigen 50-Pfund-Geschossen der vorangegangenen Klassen verschoss. Die neue Lafette war erstmals auf britischen Zerstörern völlig geschlossen und vom Wetter kaum beeinträchtigt. Sie erlaubte eine unabhängige Ausrichtung der einzelnen Geschütze. Allerdings war die neue Aufstellung keine echter Geschützturm, da die Munitionszuführung sich nicht mit der Lafette drehte. Dies bedeutete bei starken Drehungen der Lafetten zum Teil eine schwierige Munitionsversorgung der Geschütze. da die Versorgung zwischen den Einzelgeschützen erfolgen musste, standen die Waffen in der Lafette auffällig weit auseinander. Die neuen Lafetten erlaubten eine maximale Rohrerhöhung von 50° gegenüber den bisherigen 40°. Allerdings erlaubte auch diese Erhöhung gegenüber hoch und schnell angreifenden Flugzeugen nur einen kurzen Feuerzeitraum gegen derartige Angreifer in der effektiven Reichweite der Geschütze bei gleichzeitig relativ geringer Feuergeschwindigkeit. Als Luftabwehrwaffen waren die neuen Geschütze ein Kompromiss und den 114 mm-Kanonen auf der Ark Royal weit unterlegen, die eine Rohrerhöhung von 80° erlaubten. Diese Geschütze waren allerdings für den Einbau auf so kleinen Fahrzeugen ungeeignet. Den Geschützen der Kriegsgegner war das neue Geschütz allerdings in der Luftabwehrrolle deutlich überlegen, auch wenn das ebenfalls neue zentrale Feuerleitgerät (HA/LA Mk.IV (TP)) Schwächen bei größeren Erhöhungen hatte und zu schwer ausgefallen war. Auch hier war das Gerät zwar zum Teil unbefriedigend aber dem Gegner überlegen, der zum Teil überhaupt nicht über ähnliche Geräte verfügte.
Bei der Bestellung der Boote wurde die leichte Bewaffnung für den Nahbereich nicht festgelegt, da hier verschiedene Waffen in der Entwicklung waren. Der Kriegsausbruch und die daraus resultierende Massenfertigung weniger Typen und deren Verfügbarkeit bestimmten dann die Ausstattung. Zum Einbau kamen eine Vierlings-2 pdr-Pompom (außer auf Lightning und Laforey) und zwei schwere Vierlings-Vickers-Maschinengewehre.

### Kriegsbedingte Änderungen
Der Kriegsausbruch konzentrierte die Diskussion über die Bewaffnung auf die Frage der zügigen Lieferung der Zerstörer. Im Februar 1940 wurde entschieden, vier der neuen Zerstörer (Legion, Gurkha (ex Larne), Lance und Lively) als Hauptbewaffnung mit 102-mm-Mark XVI-Zwillingsgeschützen auszustatten, die als Fla-Bewaffnung der Leichten Kreuzer der Southampton-Klasse bereits im Einsatz waren und auf den Sloops der Black Swan-Klasse als Hauptbewaffnung verbaut wurden. Gleichzeitig wurden die ursprünglich freigestellte Nahbereichsflugabwehr auf eine Vierlings-2 pdr-Pompom und zwei Vierfach-0.5-inch (12,7 mm)-Maschinengewehre festgelegt.
Nach dem Kampf um Norwegen und dem Rückzug vom Kontinent über Dünkirchen wurde im Juli 1940 beschlossen, auf der Vorserie mit den 102-mm-Mark XVI-Zwillingsgeschützen vier statt drei Geschütze zu installieren. Dazu wurde der Heckaufbau verändert und beide Zwillingsgeschütze erhöht aufgestellt. Sie beschränkten sich dadurch in ihren Feuerbereichen, blieben aber in allen Wetterlagen einsatzfähig. Die vier veränderten Zerstörer kamen als Erstes bis drittes und fünftes Schiff der Klasse in Dienst. Anfängliche Bedenken, diese Boote könnten sich nicht gegen andere Zerstörer wegen ihrer leichteren Hauptbewaffnung behaupten, wurden zerstreut, da sie dies durch die erheblich höhere Feuergeschwindigkeit ausglichen.
Die Sorge der zu geringen Flugzeugabwehrfähigkeit führte bei den zwölf mit 120-mm-Kanonen ausgestatteten Booten, von denen die Lightning zuerst fertig wurde, zum Einbau eines einzelnen 102-mm-Mark V-Einzelgeschützes an Stelle des hinteren Torpedorohrsatzes.

## Die Zerstörer der L- und M-Klasse
| Name                               | Bauwerft                    | Stapellauf | fertig     | Endschicksal |
| ---------------------------------- | --------------------------- | ---------- | ---------- | --- |
| HMS Legion                         | Hawthorn, Leslie BauNr. 619 | 26.12.1939 | 19.12.1940 | am 26. März 1942 nach Luftangriff im Hafen von Malta gesunken                                                                                     |
| HMS Gurkha als Larne begonnen      | Cammell, Laird BauNr.       | 8.07.1940  | 18.02.1941 | am 17. Januar 1942 durch U 133 westlich Sollum torpediert und versenkt; 9 Tote                                                                    |
| HMS Lance                          | Yarrows BauNr. 1720         | 28.11.1940 | 13.05.1941 | am 5. und 9. April 1942 durch Luftangriffe in Malta schwer beschädigt; nach Großbritannien geschleppt, als nicht reparaturwürdig 1944 abgebrochen |
| HMS Lightning                      | Hawthorn Leslie BauNr. 620  | 22.04.1940 | 18.05.1941 | am 12. März 1943 nördlich Bizerta durch das deutsche Schnellboot S 55 der 3. Schnellboot-Flottille torpediert und versenkt. Ca. 50 Tote           |
| HMS Lively                         | Cammell, Laird BauNr. 1038  | 28.01.1941 | 21.07.1941 | am 11. Mai 1942 nordöstlich Tobruk nach Luftangriff gesunken. 77 Tote                                                                             |
| HMS Laforey Flottillenführer       | Yarrows BauNr. 1719         | 15.02.1941 | 21.08.1941 | am 30. März 1944 nördlich Palermo durch U 223 torpediert und versenkt, 182 Tote                                                                   |
| HMS Marne                          | Vickers-Tyne BauNr. 18      | 30.10.1940 | 2.11.1941  | 1959 bis 1971 als Maresal Fevzi Cakmak im Dienst der türkischen Marine                                                                            |
| HMS Lookout                        | Scotts BauNr. 578           | 4.11.1940  | 30.01.1942 | 1948 verschrottet |
| HMS Matchless                      | Stephens BauNr. 573         | 4.09.1941  | 26.02.1942 | 1959 bis 1971 als Kilicali Pasha im Dienst der türkischen Marine                                                                                  |
| HMS Martin                         | Vickers-Tyne BauNr. 19      | 12.12.1940 | 4.04.1942  | am 10. November 1942 durch U 431 vor algerischer Küste torpediert und versenkt, 161 Tote                                                          |
| HMS Milne Flottillenführer         | Scotts BauNr. 583           | 30.12.1941 | 6.08.1942  | 1959 bis 1971 als Alp Arslan im Dienst der türkischen Marine                                                                                      |
| HMS Meteor                         | Stephens BauNr. 574         | 3.11.1941  | 12.08.1942 | 1959 bis 1972 als Piyale Pasha im Dienst der türkischen Marine                                                                                    |
| HMS Musketeer                      | Fairfields BauNr. 675       | 2.12.1941  | 18.09.1942 | 1955 verschrottet |
| HMS Loyal                          | Scotts BauNr. 579           | 8.10.1941  | 31.10.1942 | 12. Oktober 1944 durch Minentreffer in der Adria schwer beschädigt, nicht reparaturwürdig 1948 in die Heimat zum Abbruch geschleppt               |
| Orkan als Myrmidon vom Stapel      | Fairfields BauNr. 676       | 2.03.1942  | 18.11.1942 | am 8. Oktober 1943 von U 378 im Nordatlantik torpediert und versenkt, 198 Tote                                                                    |
| HMS Mahratta als Marksman begonnen | Scotts BauNr. 584           | 28.07.1942 | 8.04.1943  | am 25. Februar 1944 durch U 990 in der Barentssee torpediert und versenkt, 200 Tote                                                               |